# Janusz Mysłowski
Janusz Mysłowski (ur. 9 grudnia 1938 we Lwowie, zm. 25 kwietnia 2020 w Szczecinie) – polski inżynier, profesor nauk technicznych, wykładowca akademicki, doktor honoris causa Kaliningradzkiego Państwowego Uniwersytetu Technicznego, specjalista w dziedzinie elastyczności silników spalinowych.

## Życiorys
Jako absolwent szkoły średniej Conradinum w Gdańsku rozpoczął studia na Wydziale Inżynieryjno-Ekonomicznym Transportu Politechniki Szczecińskiej (PS). Dyplom uzyskał w 1963 i w tym samym roku rozpoczął pracę jako asystent w Katedrze Taboru i Sprzętu Samochodowego PS. W 1972 otrzymał doktorat w Politechnice Łódzkiej na Wydziale Mechanicznym, natomiast stopień doktora habilitowanego w 1989 na Wydziale Maszyn Roboczych i Pojazdów Politechniki Poznańskiej. W 1997 otrzymał z rąk Prezydenta RP tytuł profesora, a w 2003 został mianowany na stanowisko profesora zwyczajnego w PS. 

## Zainteresowania naukowe
Zainteresowania naukowe profesora dotyczą przede wszystkim eksploatacji samochodów i silników spalinowych, a także ich rozruchu w niskich temperaturach otoczenia, ich zasilania paliwami pochodzenia roślinnego oraz ich doładowania. Mysłowski w 2016 był autorem 85% publikacji krajowych na temat elastyczności silników spalinowych.

## Wybrane publikacje
- Doładowanie bezsprężarkowe silników z zapłonem samoczynnym, WNT, Warszawa 1995
- Rozruch silników samochodowych z zapłonem samoczynnym, WNT, Warszawa 1996
- Pojazdy samochodowe, Doładowanie silników, WKi Ł, Warszawa 2002

## Dorobek naukowy
Dorobek naukowy prof. dra hab. inż. Janusza Mysłowskiego obejmuje: 11 podręczników i monografii (w tym 6 jako współautor), 8 skryptów (3 jako współautor), 190 publikacji (w tym 29 w czasopismach zagranicznych), 71 referatów na konferencjach krajowych i zagranicznych, 65 prac naukowo-badawczych i 5 patentów.

## Wybrane odznaczenia
- Złoty Krzyż Zasługi (1984)
- Srebrny Krzyż Zasługi (1978)
- Medal Komisji Edukacji Narodowej (dwukrotnie: 1995 i 1996)
- Srebrny Medal im. Emanuela Kanta (2002)
- Złoty Medal im. Emanuela Kanta (2004; odznaczenie przyznane 12 osobom na świecie)